# Pichne
Pichne, ukrainisch Пихнi/Pychni (ungarisch Tüskés – bis 1907 Pichnye, älter auch Pihnye) ist eine Gemeinde im Okres Snina (Prešovský kraj) im äußersten Osten der Slowakei mit 547 Einwohnern (Stand 31. Dezember 2024) in der traditionellen Landschaft Zemplín.

## Geographie
Die Gemeinde befindet sich in den Niederen Beskiden im Bergland Laborecká vrchovina, am Bach Pichnianka im Einzugsgebiet der Cirocha über den Nebenfluss Pčolinka. Das Ortszentrum liegt auf einer Höhe von 290 m n.m. und ist sieben Kilometer von Snina entfernt.
Nachbargemeinden sind Nechválova Polianka im Nordwesten und Norden, Pčoliné im Nordosten, Snina im Osten, Südosten und Süden, Adidovce im Südwesten und Zubné im Westen.

## Geschichte
Pichne wurde zum ersten Mal 1312 als Píhnye, Pyhnhe schriftlich erwähnt, weitere historische Bezeichnungen sind unter anderen Pihne (1773) und Pichne (1808). Das Dorf war Teil der Drugeth'schen Herrschaft von Humenné, im 18. Jahrhundert war es Besitz der Familie Berhelyi. Im 20. Jahrhundert besaß die Familie Hering Ortsgüter. 1557 wurden sechseinhalb Porta verzeichnet, 1715 gab es 13 verlassene und 17 bewohnte Haushalte. 1787 hatte die Ortschaft 84 Häuser und 645 Einwohner, 1828 zählte man 97 Häuser und 739 Einwohner, die als Landwirte und Waldarbeiter tätig waren. Von der Mitte des 19. Jahrhunderts bis 1910 gab es mehrere Auswanderungswellen.
Bis 1918 gehörte der im Komitat Semplin liegende Ort zum Königreich Ungarn und kam danach zur Tschechoslowakei beziehungsweise heute Slowakei. Nach 1918 waren die Einwohner weiterhin in traditionellen Erwerbstätigkeiten beschäftigt. Im Oktober 1944 führten Partisanen hier eine Offensive gegen NS-deutsche Truppen durch. Nach dem Zweiten Weltkrieg wurde 1959 die örtliche Einheitliche landwirtschaftliche Genossenschaft (Abk. JRD) gegründet, ein Teil der Einwohner pendelte zur Arbeit nach Snina sowie anderswo in der Tschechoslowakei.

## Bevölkerung
| Jahr                | 1994 | 2004    | 2014    | 2024    |
| ------------------- | ---- | ------- | ------- | ------- |
| Anzahl der Personen | 555  | 554     | 571     | 547     |
| Unterschied         |      | −0,18 % | +3,06 % | −4,20 % |

| Jahr                | 2023 | 2024    |
| ------------------- | ---- | ------- |
| Anzahl der Personen | 550  | 547     |
| Unterschied         |      | −0,54 % |

Nach der Volkszählung 2011 wohnten in Pichne 577 Einwohner, davon 419 Slowaken, 99 Russinen und 39 Ukrainer. Ein Einwohner gab eine andere Ethnie an und 19 Einwohner machten keine Angabe zur Ethnie. 
204 Einwohner bekannten sich zur griechisch-katholischen Kirche, 198 Einwohner zur orthodoxen Kirche, 131 Einwohner zur römisch-katholischen Kirche, vier Einwohner zur Evangelischen Kirche A. B., zwei Einwohner zur reformierten Kirche und ein Einwohner zu den Zeugen Jehovas. 17 Einwohner waren konfessionslos und bei 20 Einwohnern wurde die Konfession nicht ermittelt.

## Bauwerke
- griechisch-katholische Kirche Entschlafung der allheiligen Gottesgebärerin im barock-klassizistischen Stil aus dem frühen 19. Jahrhundert[6]
- orthodoxe Kirche Entschlafung der allheiligen Gottesgebärerin aus dem Jahr 1994

## Verkehr
Durch Pichne passiert die Cesta III. triedy 3889 („Straße 3. Ordnung“) von Snina (Anschluss an die Cesta II. triedy 567 („Straße 2. Ordnung“)) heraus und weiter nach Zubné. Der nächste Bahnanschluss ist in Snina an der Bahnstrecke Humenné–Stakčín.